# Иванцов-Платонов, Александр Михайлович
Алекса́ндр Миха́йлович Иванцо́в-Плато́нов (13 (25) октября 1835, Щигры, Курская губерния — 12 (24) ноября 1894, Москва) — протоиерей Русской православной церкви, богослов, церковный историк, проповедник, писатель.

## Биография
Родился 13 (25) октября 1835 года (или 1836?) в семье приходского священника города Щигры Курской губернии.
После окончания Курского духовного училища (1846) и Курской духовной семинарии (1856), как лучший из воспитанников был направлен в Московскую духовную академию, где получил стипендию митрополита Платона (Левшина) и вместе с ней вторую фамилию — Платонов. Курс академии окончил в 1860 году по первому разряду и был направлен бакалавром по кафедре новой церковной истории в Санкт-Петербургскую духовную академию. Одновременно, с 1860 года, он был постоянным сотрудником и одним из авторов, основанного профессором Николаем Сергиевским журнала «Православное Обозрение».
В 1863 году он возвратился в Москву, принял священство и был назначен законоучителем Александровского военного училища и настоятелем находящейся при нём церкви. Одновременно он преподавал Закон Божий в классической гимназии Л. И. Поливанова. Также в 1865 и 1866 годах Иванцов-Платонов читал публичные курсы по церковной истории.
В 1869 году он выпустил первый в русской литературе «Очерк истории христианства у славян».
В 1872 году по предложению Нила Попова и по инициативе Сергея Соловьёва он был избран экстраординарным профессором на кафедру церковной истории Московского университета. Среди университетских курсов Иванцова-Платонова одно из первых мест занимал курс историографии раннего христианства, издание которого, по словам современника, «сделало бы честь русской церковно-исторической науке».
Его докторская диссертация «Ереси и расколы трёх первых веков христианства» (Ч. 1. — М., 1876—1877; последующие части не выходили) стала первым в России подробным обзором литературы по истории гностицизма. После защиты диссертации, в июне 1878 года он был утверждён в степени доктора богословия. Он считал, что история ересей проливает свет на народные воззрения и обычаи, как проявление «двоеверия». Адольф Гарнак отмечал, что автор диссертации «обнаружил трезвый взгляд, любовь к истине, необычайные знания и критическую осторожность».
В 1878 году он получил сан протоиерея; в мае 1879 года утверждён ординарным профессором; с 1894 года — Заслуженный профессор Московского университета.
Иванцов-Платонов устраивал богословские чтения у себя на дому. Отстаивал идею единства науки и религии в поисках истины. Им были изданы письма Алексея Хомякова к Пальмеру и ряд духовно-публицистических трактатов о современных ему церковных вопросах, а также критических статей о новых произведениях иностранной и русской богословской литературы, большая часть которых напечатана в журнале «Православное обозрение».
Иванцову-Платонову претил дух национальной исключительности и отрицание западноевропейской культуры славянофилов; он мечтал о соединении православной, католической и протестантской церквей.
По оценке Владимира Соловьёва, 

это был человек необыкновенно впечатлительный к нравственным мотивам, с большим чувством собственного достоинства соединявший редкую внимательность к чужим потребностям и нуждам.
Награждён орденом Святого Владимира 4-й степени
В последние 10 лет своей жизни он активно занимался вопросами частной и общественной благотворительности, писал об этом статьи; обширное собрание редких книг он передал московской Епархиальной библиотеке.
Умер в Москве 12 (24) ноября 1894 года. Похоронен на Даниловском кладбище.